# Vermetus triquetrus
Vermetus triquetrus Bivona-Bernardi, 1832 è un mollusco gasteropode della famiglia Vermetidae.